# Bréville
Bréville ist eine südwestfranzösische Gemeinde mit 440 Einwohnern (Stand: 1. Januar 2022) im Département Charente im Süden der Region Nouvelle-Aquitaine. Sie gehört zum Arrondissement Cognac und zum Kanton Cognac-1. Die Einwohner werden Brévillois genannt.

## Lage
Bréville liegt etwa zehn Kilometer nordnordöstlich des Stadtzentrums von Cognacs am Fluss Soloire. Umgeben wird Bréville von den Nachbargemeinden Sonnac im Norden, Brie-sous-Matha im Norden und Nordosten, Ballans im Osten, Sainte-Sévère im Südosten und Süden, Val-de-Cognac im Südwesten sowie Mons im Westen und Nordwesten.

## Bevölkerungsentwicklung
| Jahr                       | 1962 | 1968 | 1975 | 1982 | 1990 | 1999 | 2006 | 2019 |
| Einwohner                  | 469  | 491  | 434  | 495  | 495  | 512  | 506  | 454  |
| Quellen: Cassini und INSEE |      |      |      |      |      |      |      |      |

## Sehenswürdigkeiten
- Kirche Saint-Benoît aus dem 12. Jahrhundert, Umbauten aus dem 15. Jahrhundert

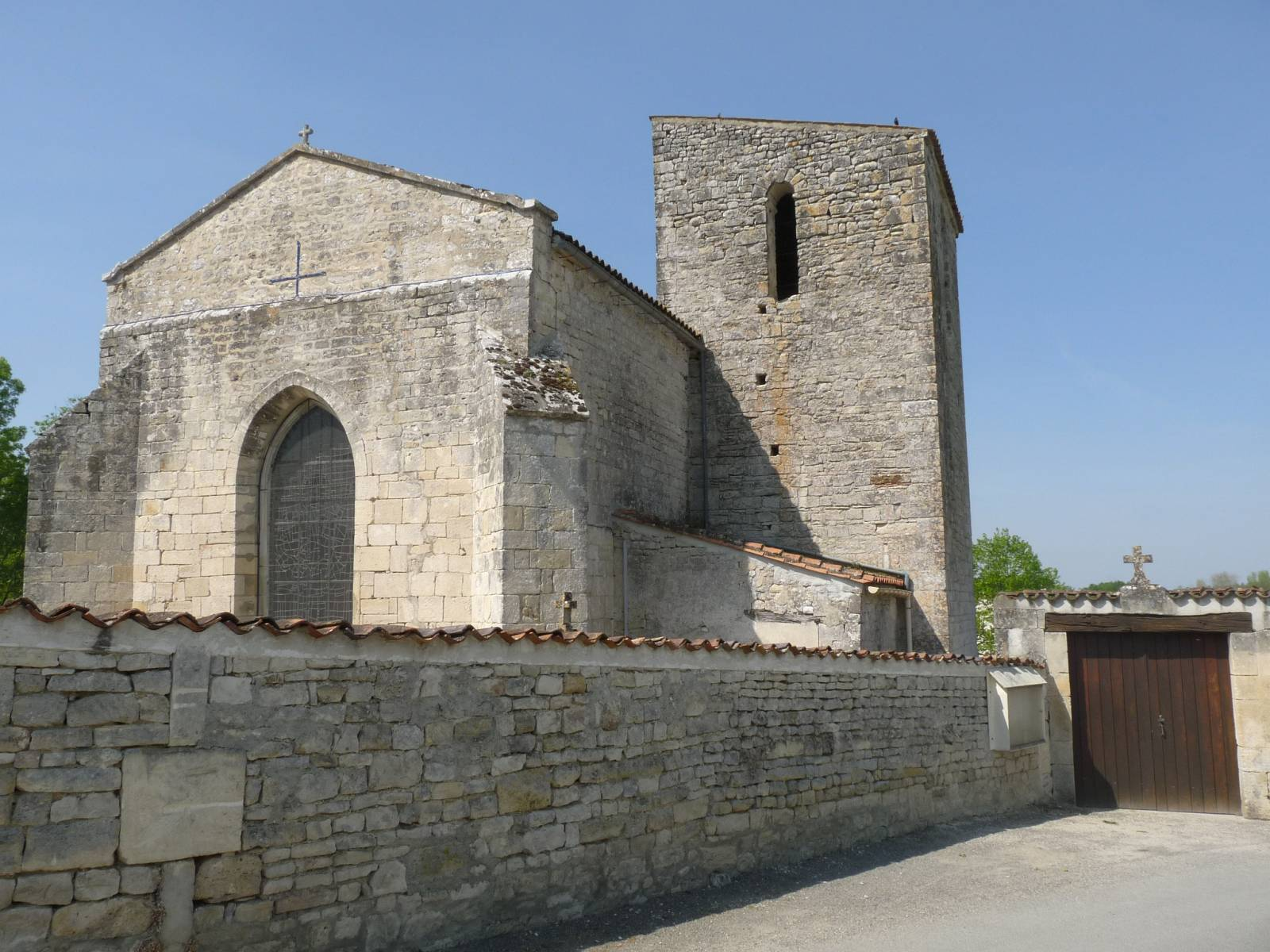
Kirche Saint-Benoît